# Typ ginekoidalny miednicy
Typ ginekoidalny (kobiecy) – typ miednicy człowieka, w którym kształt wchodu miednicy jest symetryczny, okrągły lub lekko owalny. Występuje szerokie wcięcie krzyżowo-kulszowe. Kość krzyżowa ma regularny kształt krzywizny, a przestrzeń tylnego odcinka miednicy jest obszerna. Łuk łonowy w tym typie miednicy jest dość szeroki.